# Carlo Yvon
Carlo Yvon (Milán, 29 de abril de 1798- Milán, 23 de diciembre de 1854) fue un compositor, virtuoso del oboe y el corno inglés y educador musical italiano. Estudió en el Conservatorio de Milán en su ciudad natal y luego fue profesor en esa escuela. Durante muchos años se desempeñó como oboísta principal en La Scala. Varias de sus obras sinfónicas y de cámara incluyen el oboe, muchas de las cuales todavía se interpretan en la actualidad.

## Obras (selección)
- Allegro e variazioni para oboe y orquesta
- Canto notturno para soprano y piano
- Capriccio per tre oboi (Capriccio para 3 oboes) (compuesto entre 1835 y 1850)
- 2 Duetti para 2 oboes

1. Sol mayor
2. Mi bemol mayor

- Sonata en fa menor para corno inglés (o viola o clarinete) y piano (publicada en 1831)
- 6 Studi (6 Estudios) para oboe y piano
- 12 Studi (12 Estudios) para oboe

## Discografía
- [Carlo Yvon: Opera integrale per Oboe] (Carlo Yvon: Complete Works for Oboe); Alessandro Baccini (oboe and English horn); Alessandro Cappella (piano); Tactus Records TC.792401 (2004)
- Music for Oboe, Oboe d'amore, Cor anglais & Piano – Sonata for English horn and piano; Albrecht Mayer (corno inglés), Markus Becker (piano); Angel Records (1999)
- Thomas Stacy: Principal English Horn – Sonata for English horn and piano; Thomas Stacy (corno inglés), Paul Schwartz (piano); Cala Records CACD0511 (2006)